# Balmain, New South Wales

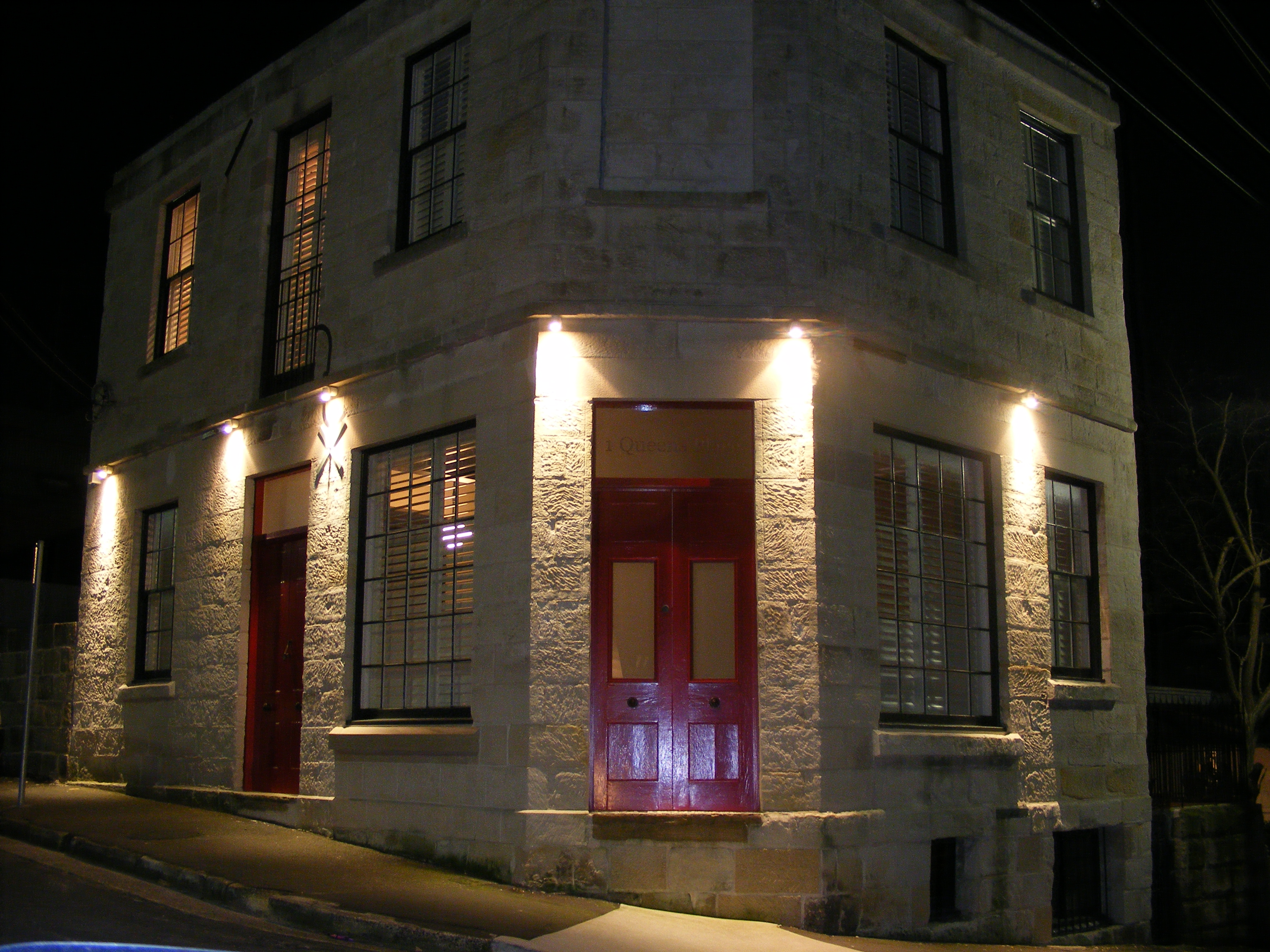

Balmain este o suburbie în Sydney, Australia.

## Personalități născute aici
- Dawn Fraser (n. 1937), înotătoare.

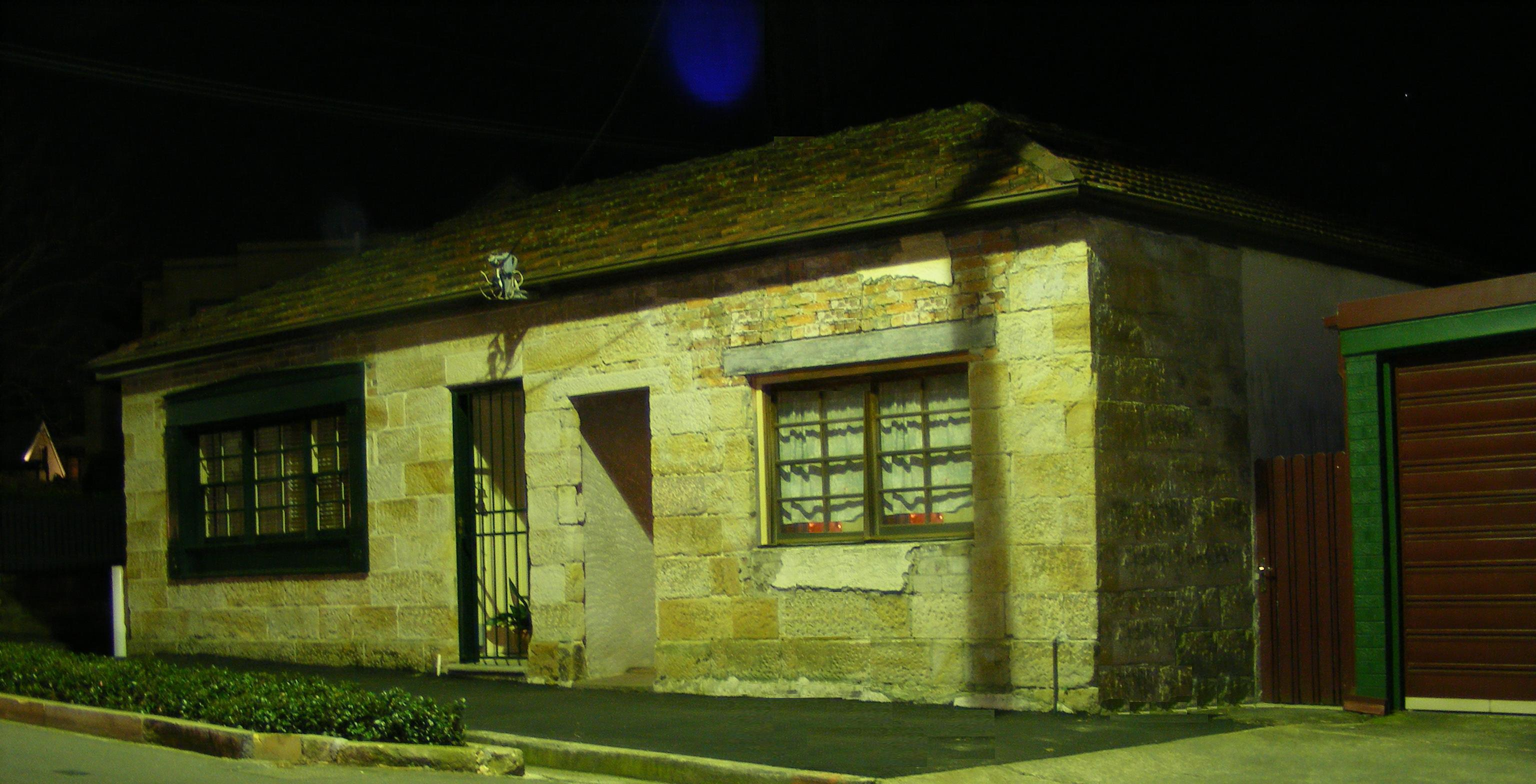
270

## Vezi și

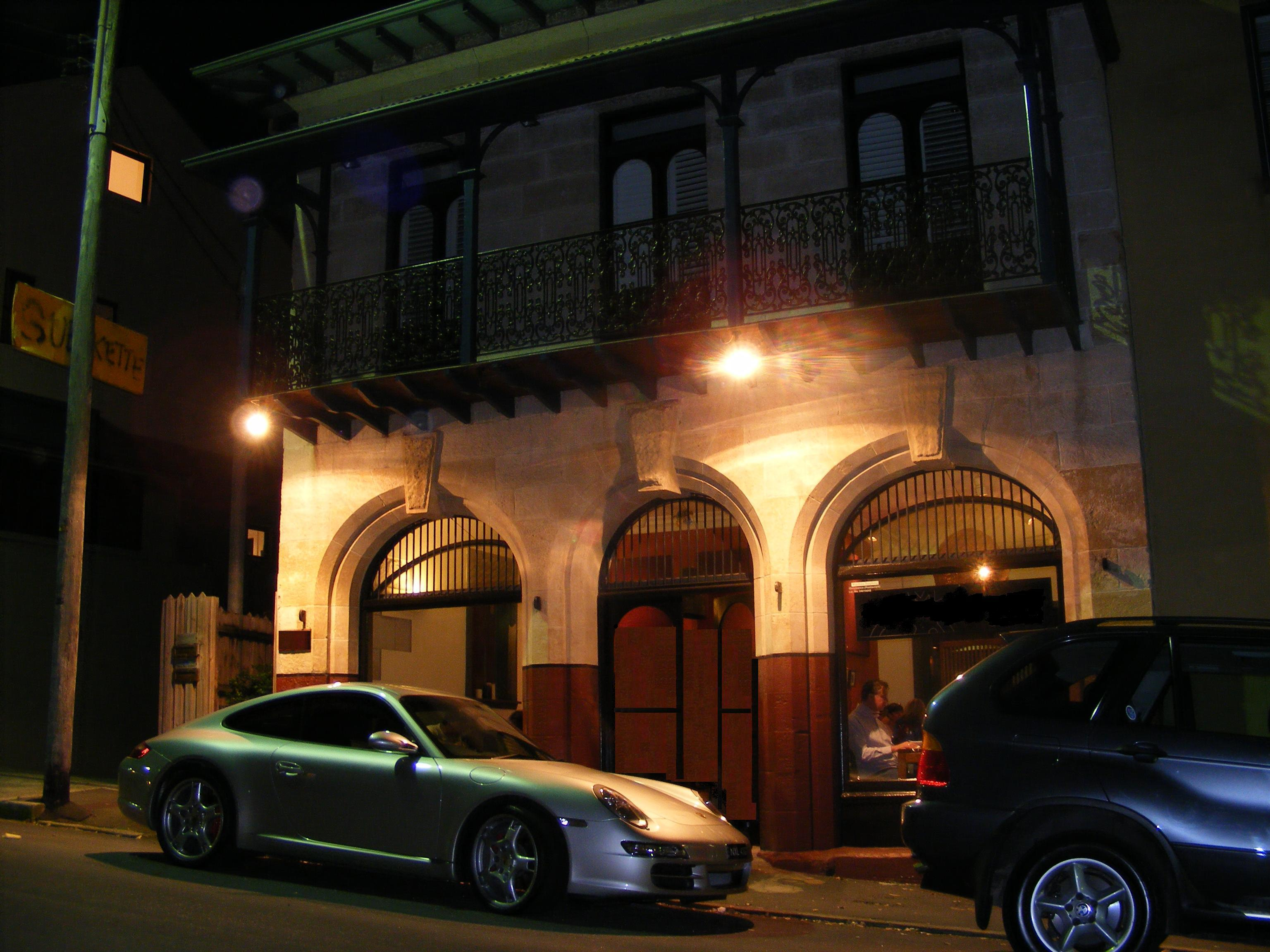
A Balmain eatery